# Pumptjärnen, Hälsingland
Pumptjärnen är en sjö i Härjedalens kommun i Hälsingland och ingår i Ljusnans huvudavrinningsområde.